# Tectonatica
Tectonatica là một chi ốc biển, là động vật thân mềm chân bụng sống ở biển trong họ Naticidae, họ ốc Mặt Trăng.

## Các loài
Các loài trong chi Tectonatica gồm có:
- Tectonatica bougei (Sowerby, 1908)
- Tectonatica pavimentum (Recluz, 1844)
- Tectonatica pusilla (Say, 1822)
- Tectonatica robillardi (Sowerby, 1894)
- Tectonatica rizzae (Philippi, 1844)
- Tectonatica suffusa (Reeve, 1855)
- Tectonatica sagraiana (d'Orbigny in Sagra, 1842)
- Tectonatica zonulata (Thiele, 1930)